# イゴール・ドゥリャイ
イゴル・ドゥリャイ（セルビア語: Игор Дуљај, 英語: Igor Duljaj, 1979年10月29日 - ）は、ユーゴスラビア（現セルビア）・トポラ出身の元同国代表サッカー選手。現役時代のポジションはミッドフィールダー。

## 経歴
ユーゴスラビアで生まれ、子どもの頃に勃発した紛争の中をくぐり抜けながらも国内に留まりサッカーを続けたセルビア代表プレーヤー。2013-14シーズン限りでFCセヴァストポリを退団し現役を引退。2015-16シーズンより古巣FCシャフタール・ドネツクのユースチームでアシスタントコーチに就任すると、翌シーズンにはパウロ・フォンセカ率いるトップチームのアシスタントに昇格した。

## 代表歴

### 出場大会
- ユーゴスラビア代表
- セルビア・モンテネグロ代表
  - 2006 FIFAワールドカップ
- セルビア代表

### 試合数
- 国際Aマッチ 8試合 0得点（ユーゴスラビア代表、2000年-2002年）[2]
- 国際Aマッチ 27試合 0得点（セルビア・モンテネグロ代表、2002年-2006年）[2]
- 国際Aマッチ 12試合 0得点（セルビア代表、2006年-2007年）[2]

| ユーゴスラビア代表 | 国際Aマッチ | 国際Aマッチ |
| 年                 | 出場        | 得点        |
| ------------------ | ----------- | ----------- |
| 2000               | 2           | 0           |
| 2001               | 2           | 0           |
| 2002               | 4           | 0           |
| 通算               | 8           | 0           |

| セルビア・モンテネグロ代表 | 国際Aマッチ | 国際Aマッチ |
| 年                         | 出場        | 得点        |
| -------------------------- | ----------- | ----------- |
| 2002                       | 3           | 0           |
| 2003                       | 6           | 0           |
| 2004                       | 5           | 0           |
| 2005                       | 8           | 0           |
| 2006                       | 5           | 0           |
| 通算                       | 27          | 0           |

| セルビア代表 | 国際Aマッチ | 国際Aマッチ |
| 年           | 出場        | 得点        |
| ------------ | ----------- | ----------- |
| 2006         | 6           | 0           |
| 2007         | 6           | 0           |
| 通算         | 12          | 0           |

## タイトル
パルチザン
- セルビア・モンテネグロ・プルヴァ・リーガ : 1998–99, 2001–02, 2002–03
- セルビア・モンテネグロカップ : 1998, 2001

シャフタール
- ウクライナ・プレミアリーグ : 2004–05, 2005–06, 2007–08, 2009–10
- ウクライナ・カップ : 2004, 2008
- ウクライナ・スーパーカップ : 2005, 2008
- UEFAカップ : 2008-09